# 코인베이스

코인베이스(영어: Coinbase)는 미국 최대의 가상화폐 거래소이다.

## 역사
2012년 브라이언 암스트롱과 프레드 어샘이 공동창업했다. 본사가 없다. 2021년 CEO는 브라이언 암스트롱이다.
암스트롱은 2012년 숙박공유업체 에어비앤비 개발자를 그만두고, 골드만삭스 출신인 프레드 어샘과 의기투합해 코인베이스를 창업했다. 당시 비트코인은 개당 6달러였다. 2021년 4월 현재 5만 달러이다.
가상 화폐 지지자들은 암스트롱 덕분에 모든 사람이 쉽게 가상 화폐 거래를 할 수 있게 됐다며 그를 인류에 불을 선물했다는 그리스 신화 속 프로메테우스에 비유한다.
2021년 4월 14일, 나스닥에 직상장했다.
코인베이스의 증시 상장은 암호화폐 산업의 중요한 분기점으로 평가된다. 당초 변동성이 큰 투기성 자산으로만 여겨지던 암호화폐가 처음으로 제도권 금융시장에 진출했기 때문이다. 로이터통신은 "코인베이스가 직상장을 통해 증시에 데뷔한 것은 비트코인을 비롯한 디지털 자산 발전의 또 다른 이정표"라고 전했다.
1848년 미국 캘리포니아주 콜로마. 한 목수가 아메리칸 강에서 우연히 모래에 섞인 금을 발견했다. 강바닥에 묻힌 금은 더 많았다. 소문은 미 전역으로 빠르게 퍼져나갔다. 일확천금을 꿈꾸며 서부로 달려가는 골드러시의 시작이었다. 하지만 진짜 부자가 된 사람은 많지 않았다. 실제로 발견된 것 대부분이 금이 아니라 황철광이었기 때문이다. 돈을 번 사람은 따로 있었다. 인력과 물자를 옮겨 나를 철도를 깐 이들이었다. 미국 명문 스탠퍼드 대학교를 설립한 릴런드 스탠퍼드가 대표적이다. 미국 최대 암호화폐거래소 코인베이스의 창업자 브라이언 암스트롱은 '제2의 스탠퍼드'로 평가받는다.
나스닥 상장으로 38세 최고경영자(CEO)가 하루 만에 세계 최고 부자 중 한 명이 됐다. 창업자이자 CEO인 브라이언 암스트롱은 코인베이스 상장으로 170억 달러(약 19조원) 재산을 가진 거부(巨富)가 되었다.
가장 주목을 받은 사람은 코인베이스 창업자이자 최고경영자(CEO)인 브라이언 암스트롱과 공동창업자 프레드 에르삼이다. 지분 20%와 6%를 가진 것으로 알려진 두 사람 자산은 각각 171억달러(약 19조836억원)와 51억달러(5조6916억원)로 평가된다. 코인베이스 CEO 다음으로 큰 수익을 올린 사람들은 벤처펀드인 앤드리슨 호로위츠 공동창업자인 마크 앤드리슨과 벤 호로위츠, 역시 벤처펀드인 유니언스퀘어벤처스 창업자 프레드 윌슨 등 코인베이스 초기 투자자들이다.
마크 앤드리슨은 미국의 소프트웨어 개발자이다. 모자이크 웹 브라우저 및 넷스케이프 내비게이터를 개발했다. 앤드리슨 호로위츠 벤처 캐피털 회사를 설립하고, 페이스북, 트위터, 인스타그램, 에어비앤비, 그루폰, 스카이프, 징가, 포스퀘어, 오큘러스 VR, 깃허브 등 수많은 벤처 기업에 투자하여 큰 성공을 거두었다.

## 같이 보기
- WNBA 커미셔너스컵